# Jane Roderick
Jane Roderick es una deportista británica que compitió en piragüismo en la modalidad de eslalon. Ganó tres medallas de plata en el Campeonato Mundial de Piragüismo en Eslalon, en los años 1981 y 1983.

## Palmarés internacional
| Campeonato Mundial | Campeonato Mundial | Campeonato Mundial | Campeonato Mundial |
| Año                | Lugar              | Medalla            | Competición        |
| ------------------ | ------------------ | ------------------ | ------------------ |
| 1981               | Bala (Reino Unido) | Medalla de plata   | K1 por equipos     |
| 1983               | Merano (Italia)    | Medalla de plata   | K1 individual      |
| 1983               | Merano (Italia)    | Medalla de plata   | K1 por equipos     |